# 凯瑟琳·洛马斯
凯瑟琳·洛马斯（1960年7月21日—）是一位英国历史学家，杜伦大学教授，主要作品有《罗马的崛起：从铁器时代到布匿战争》（The Rise of Rome：From the Iron Age to the Punic Wars 1000–264BC）、《罗马与西部希腊人，公元前350—公元200年：南意大利的征服与文化适应》（Rome and the Western Greeks, 350 BC – AD 200: Conquest and Acculturation in Southern Italy）等。